# Houtje-touwtjesluiting

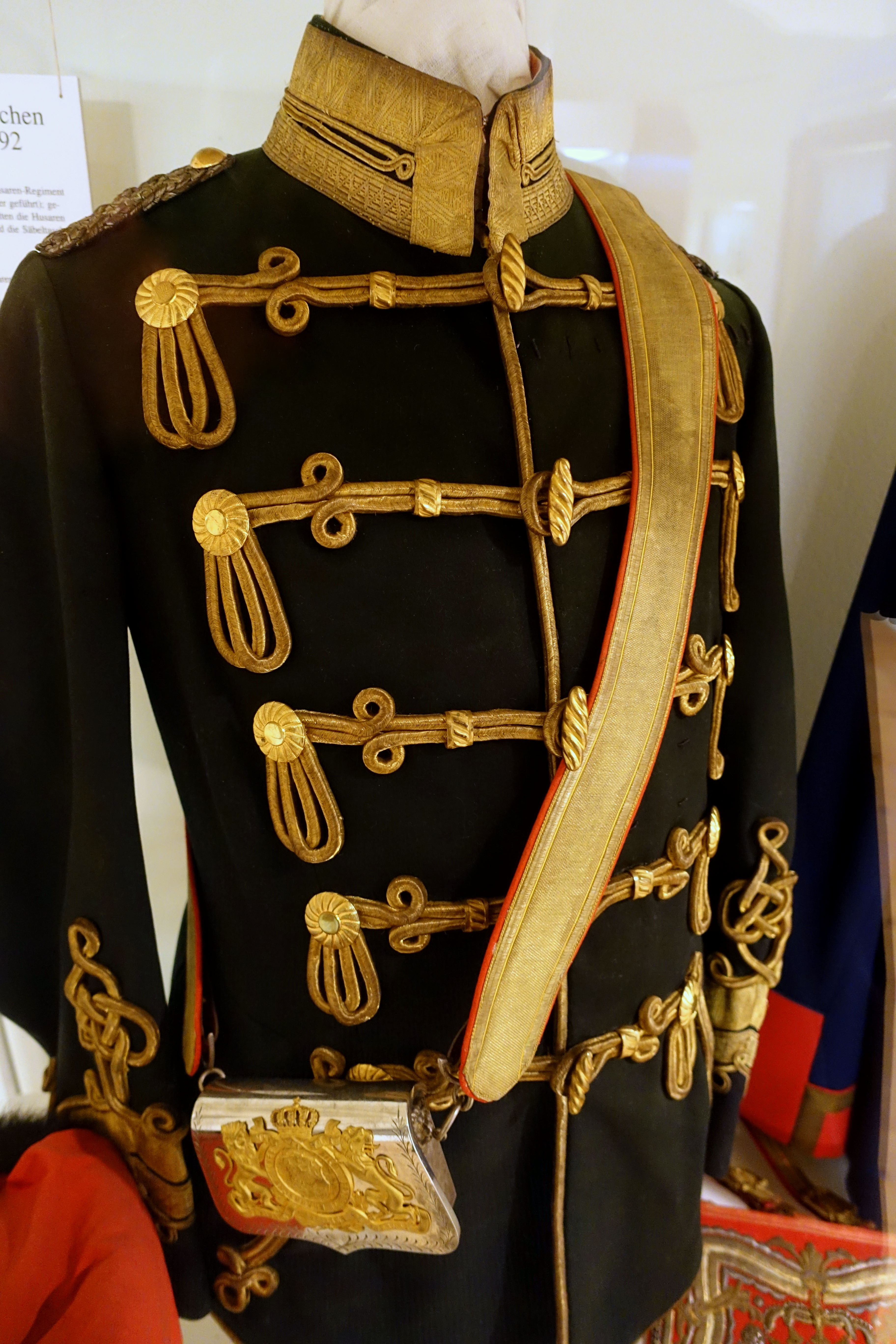
Officiersjas Hongaarse leger, 17e Regiment der Huzaren, gevilte wol met sierlijk geborduurde 'houtje-touwtjesluiting' of 'brandenbourg', omstreeks 1910 (Braunschweigisches Landesmuseum)

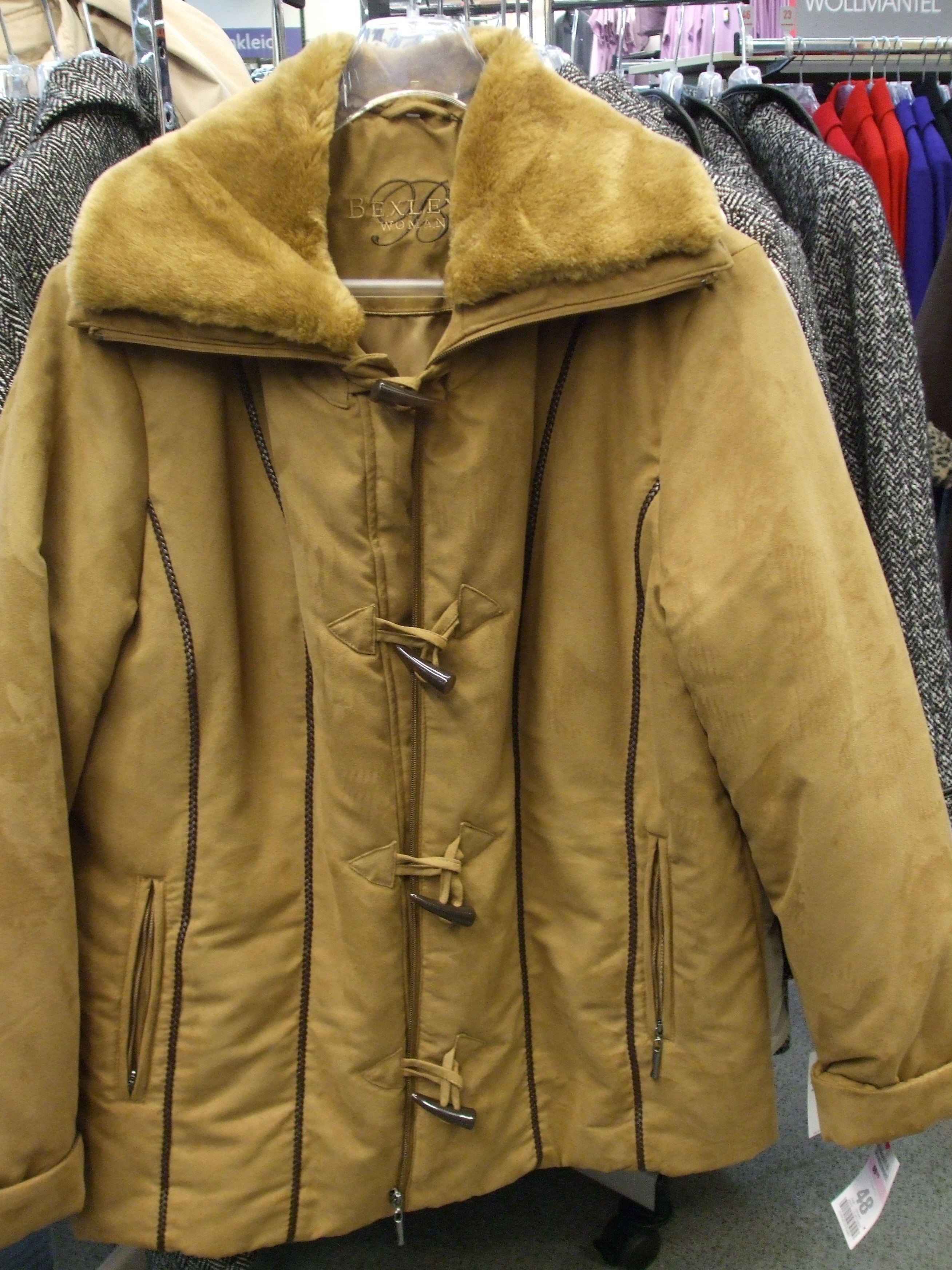
Jas met houtje-touwtjesluiting

Een houtje-touwtjesluiting is een soort sluiting voor kleding en is waarschijnlijk de oudste voorloper van de huidige knoop. Ze bestaat uit aan de ene zijde van het kledingstuk een (in het algemeen) langwerpig klosje (het “houtje”) dat bevestigd is aan een koordje, en aan de tegenoverliggende zijde een lusje (het “touwtje”) of knoopsgat. Door de klosjes door de lusjes of gaten te steken sluit men het kledingstuk.
De klosjes kunnen van verschillende materialen gemaakt zijn, bv. been, hout, leer, metaal of kunststof. Soms zijn de klosjes voorzien van gaatjes voor het koordje, en soms wordt het koordje eromheen vastgemaakt. Ook de koordjes kunnen van verschillende materialen gemaakt zijn, bv. leer, touw of kunststof.
Houtje-touwtjesluitingen worden tegenwoordig vooral gebruikt voor jassen en traditionele kleding (bv bij klederdracht). Ook voor tentsluitingen e.d. worden dit soort sluitingen gebruikt. De duffel is een bekende jas met een houtje-touwtjesluiting, populair na de Tweede Wereldoorlog.
Sommige militaire uniformen in de 19e eeuw, bijvoorbeeld officiersuniformen en dolmans van bereden troepen werden gesloten met tressen of brandebourgs, rijk versierde en sierlijk geborduurde houtje-touwtjesluitingen. Soms met een knoop in plaats van een klosje.
Bij opgravingen zijn deze kledingsluiters gevonden uit de late Ijzertijd en de Romeinse tijd.

## Afbeeldingen

Knoop-en-lussluitingen uit de late ijzertijd en Romeinse tijd
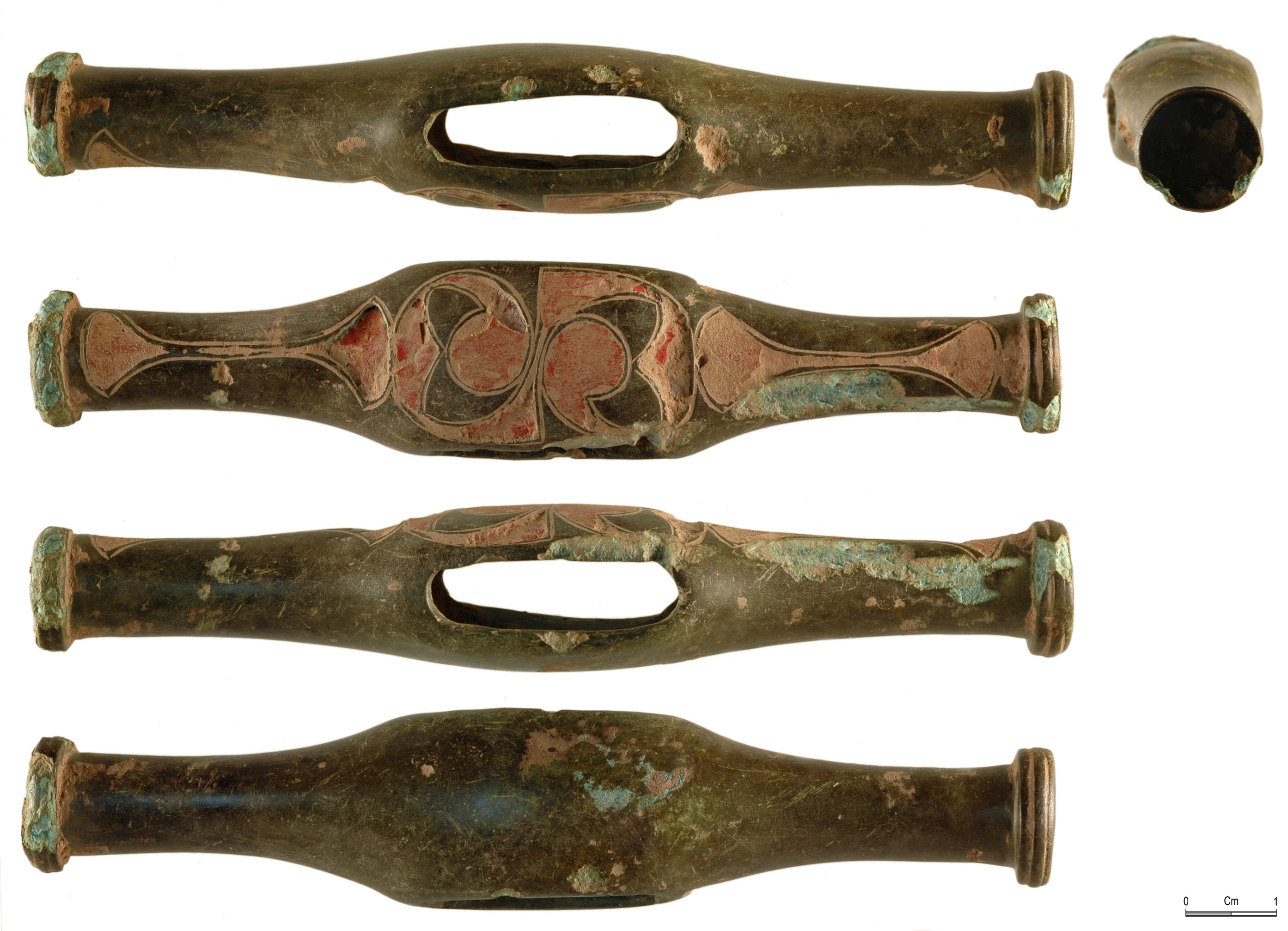
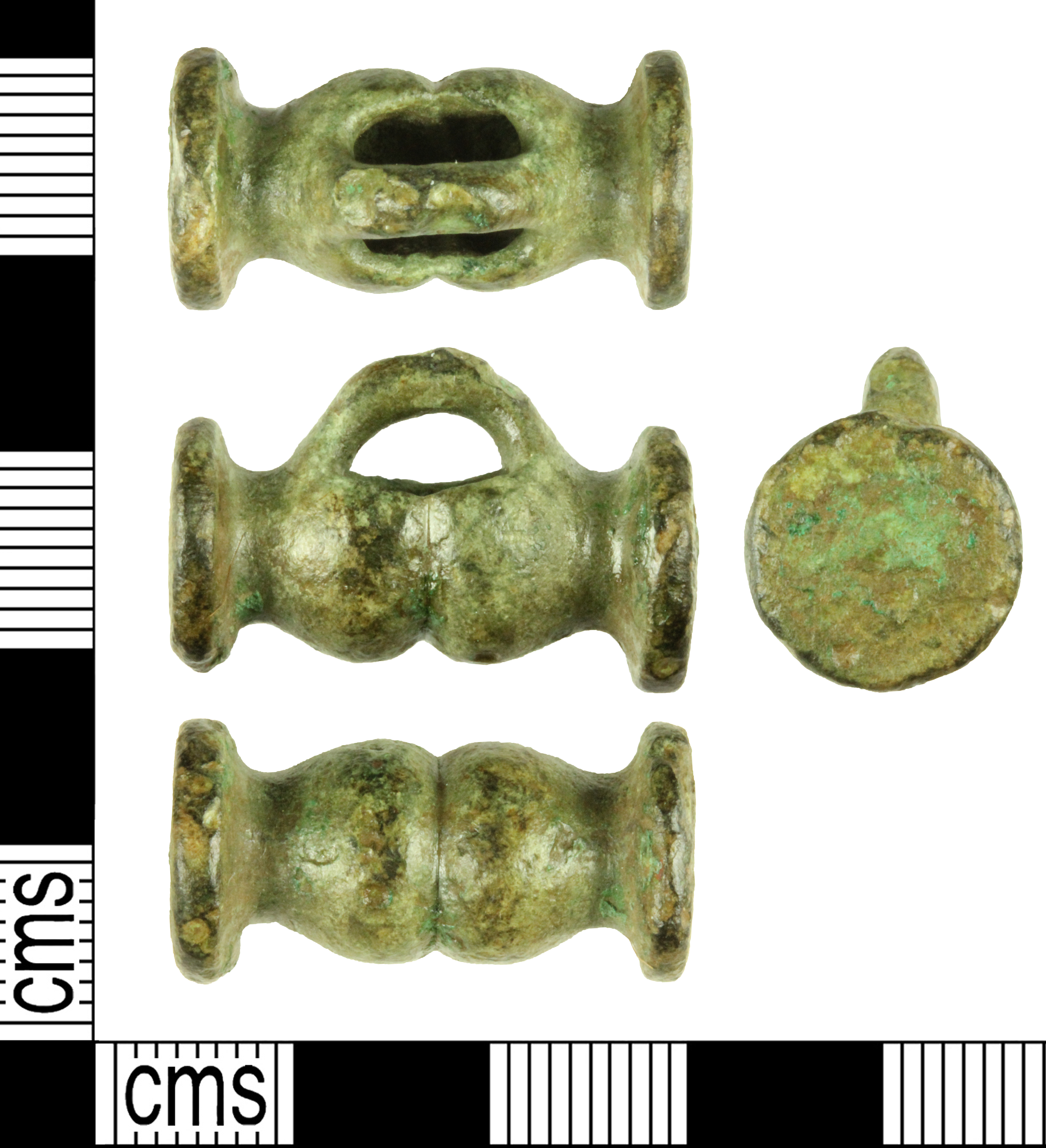
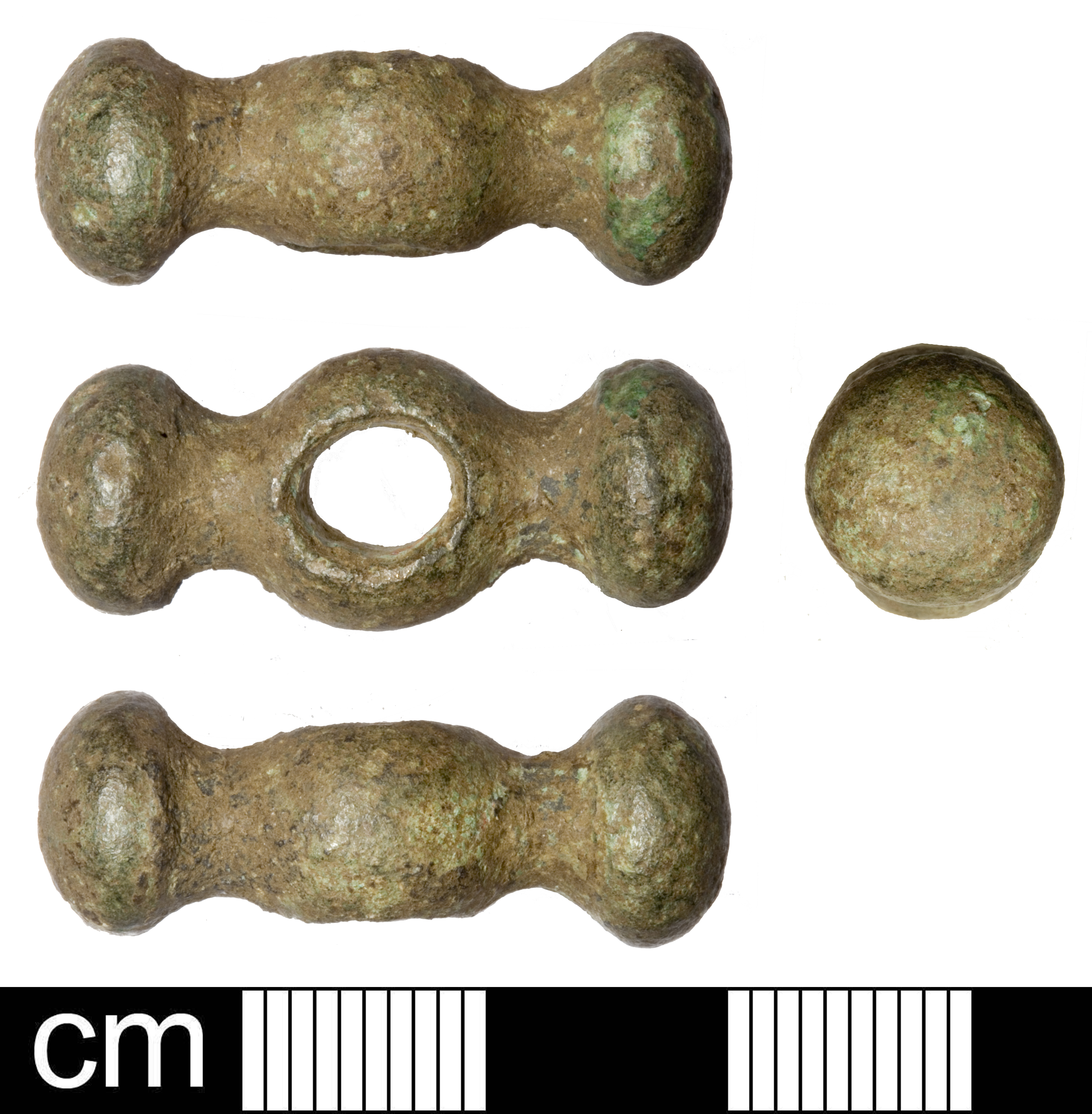
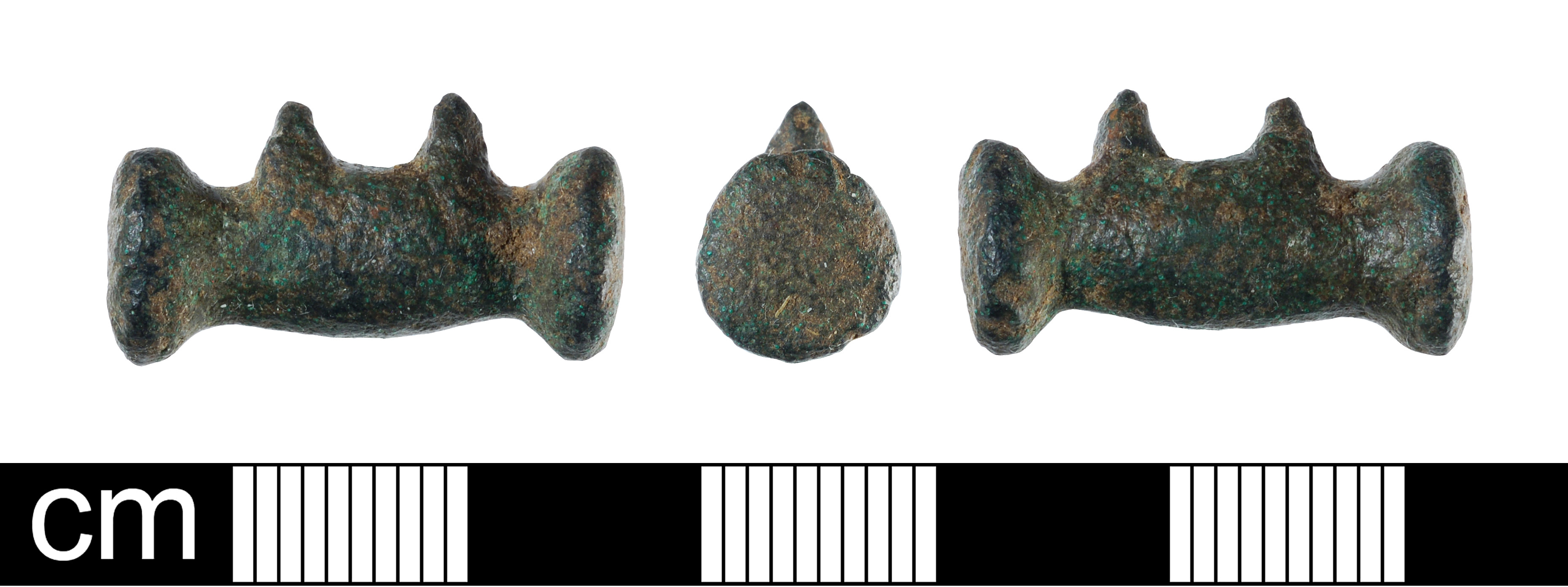
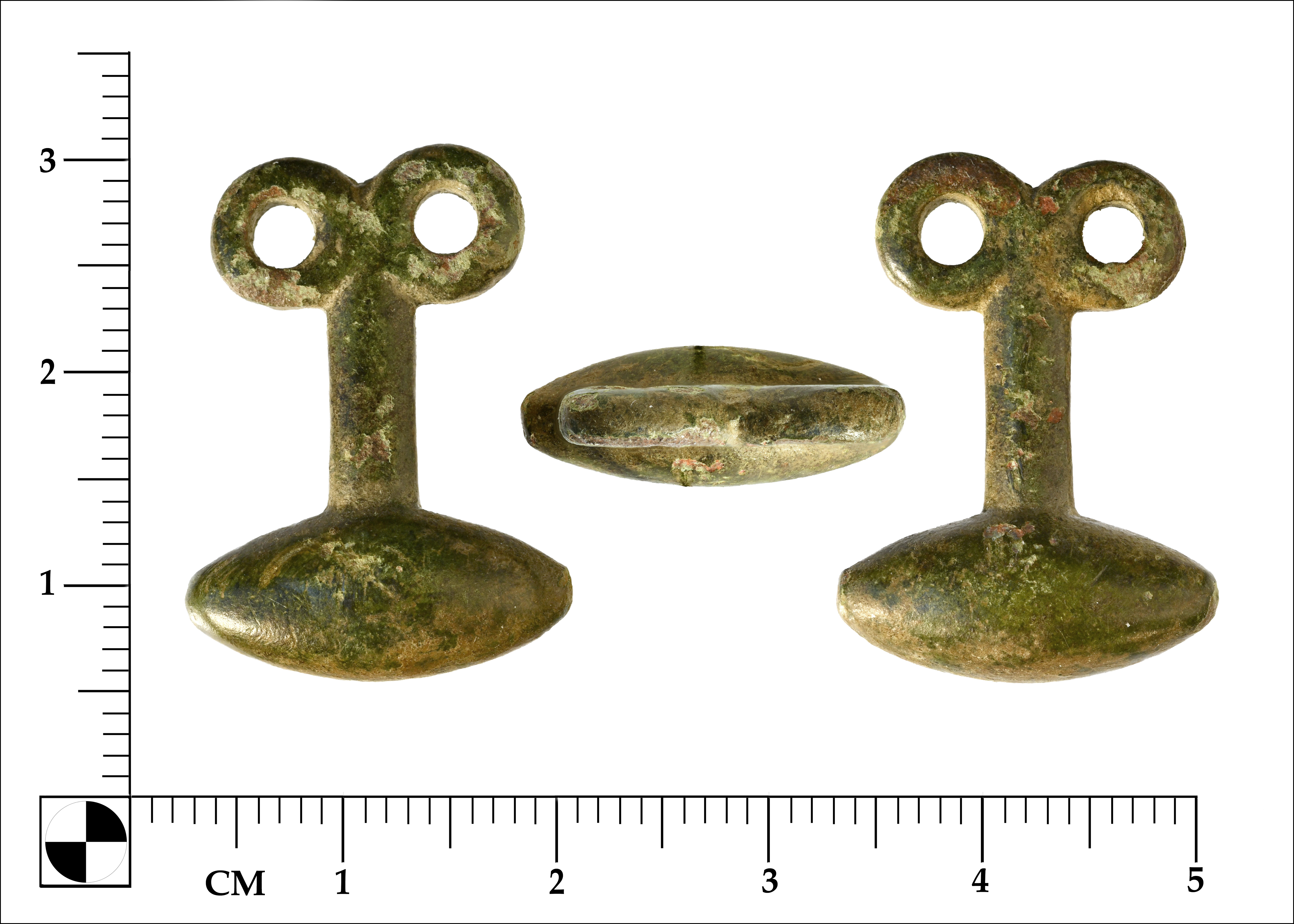
Romeinse tijd

Toepassingen
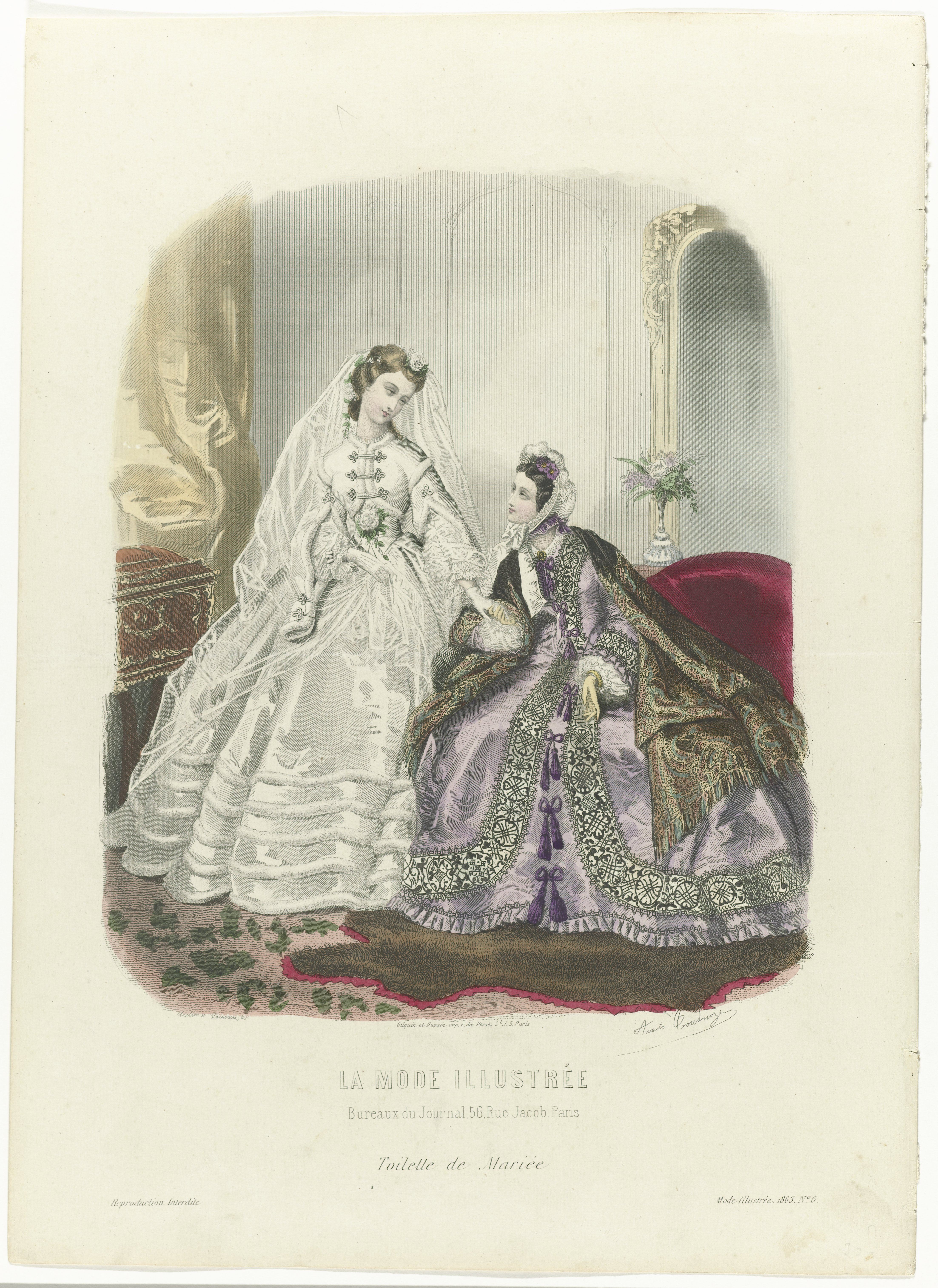
Huwelijksjurk, 1863
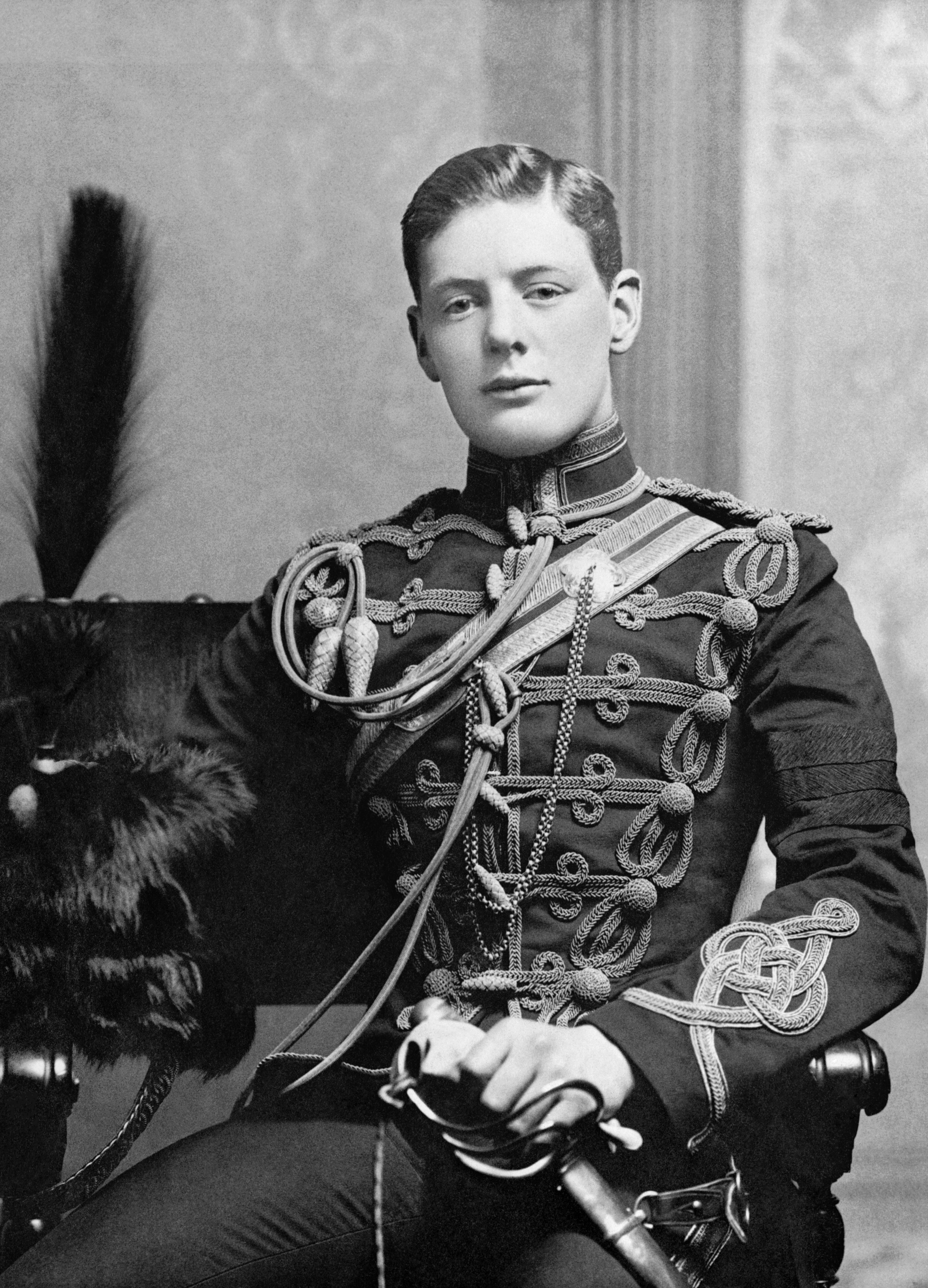
21jarige Winston Churchill in gala-uniform Queen's Own Hussars, 1895
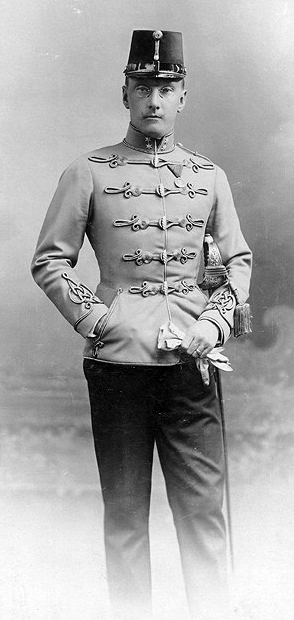
Oostenrijkse huzaar (1905), dolman gesloten met 5 brandebourgs
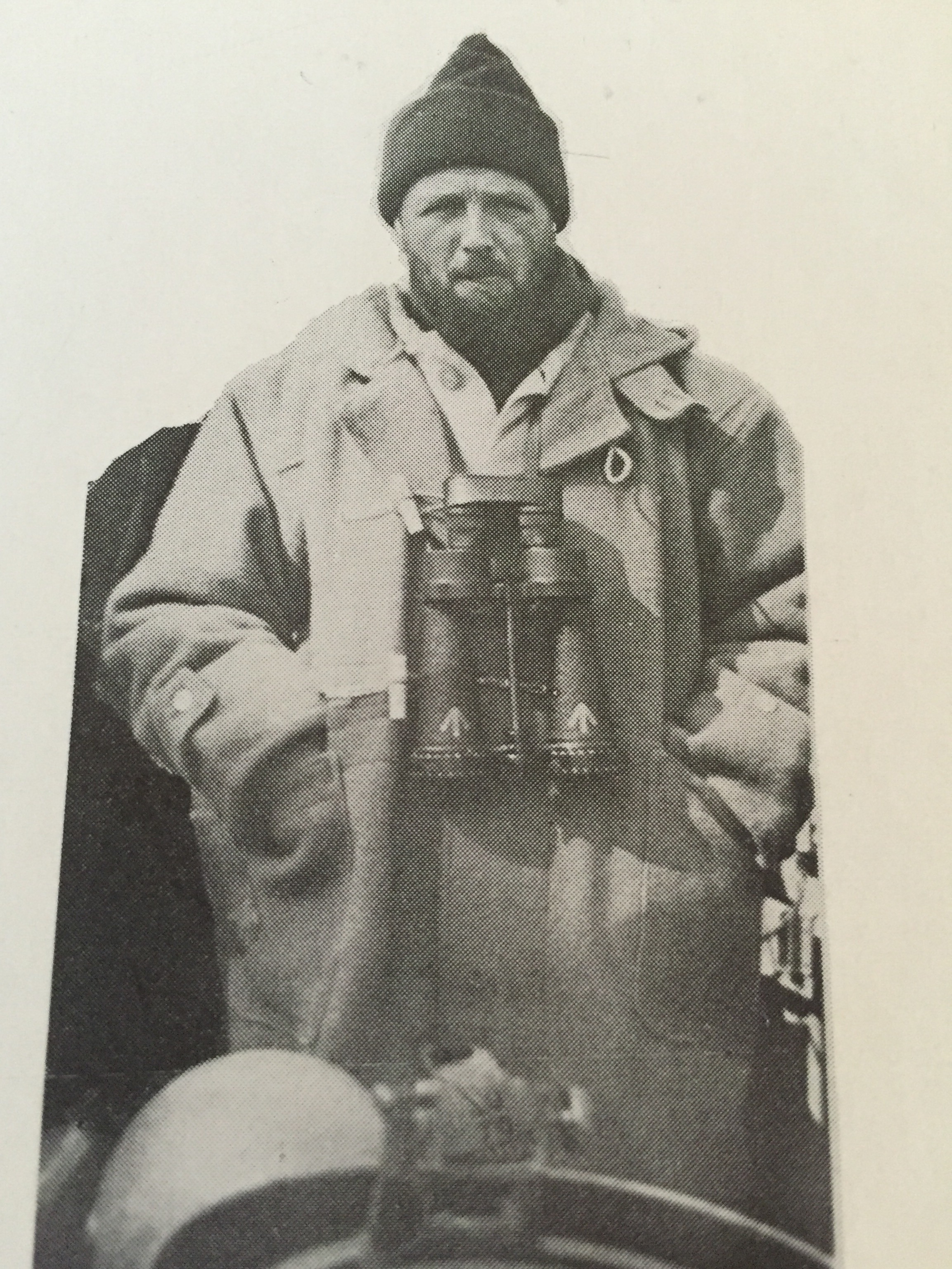
Overjas Britse marine, Eerste Wereldoorlog
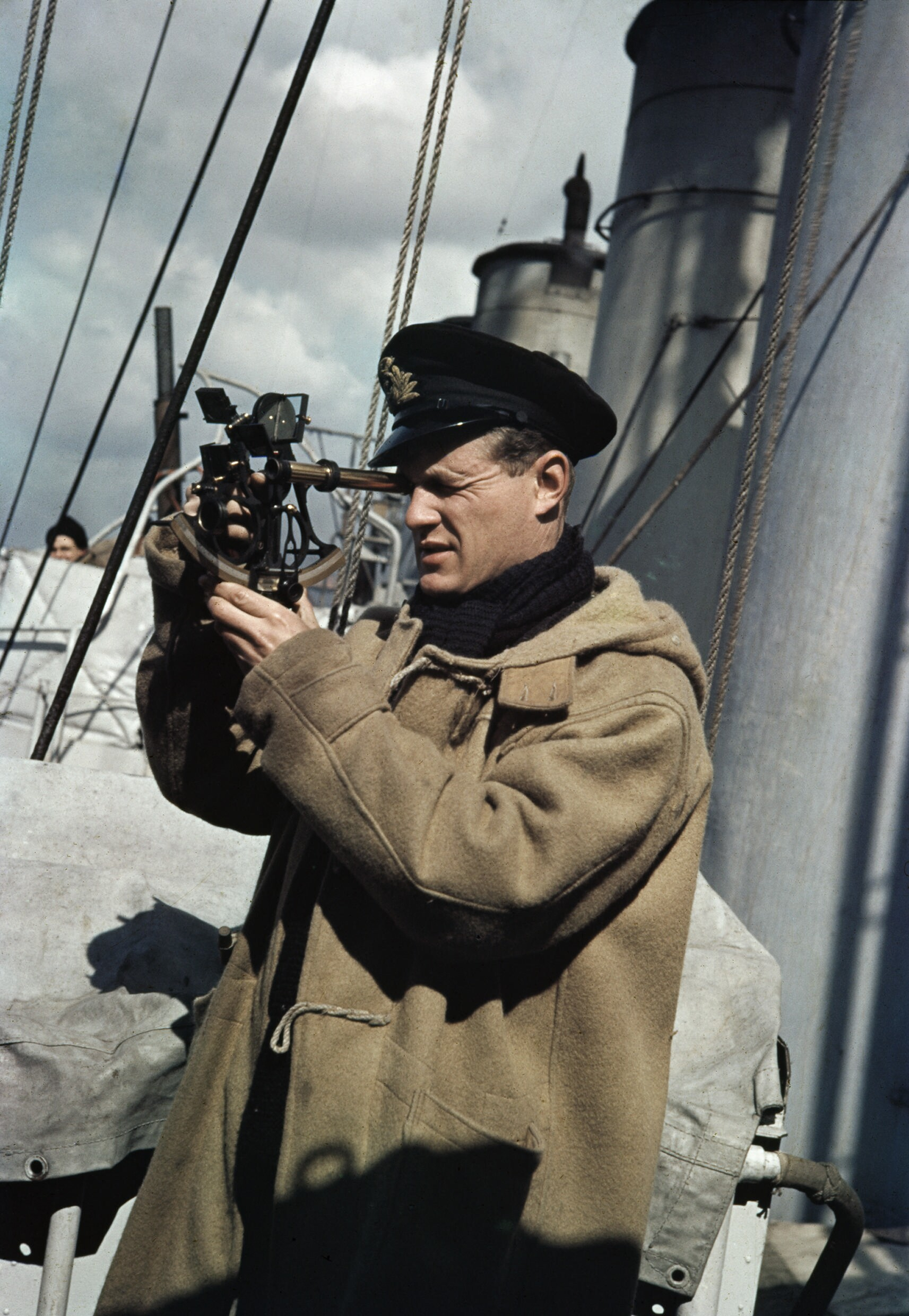
Overjas Britse Marine, Tweede Wereldoorlog